# William Baldwin
William Baldwin   (Newlin Township, 29 de març de 1779 - Franklin, 1 de setembre de 1819) va ser un metge i botànic dels Estats Units. Només publicà dues obres, però es relacionà molt amb altres botànics i construí un gran herbari. Mantingué correspondència amb Henry Muhlenberg, Stephen Elliott, William Darlington, Zaccheus Collins, i altres. La majoria dels seus espècimens van ser recollits a l'estat de Geòrgia, Florida, i a l'Amèrica del Sud. Tingué especial interès en la família ciperàcia

## Honors
Thomas Nuttall va donar el nom del gènere Balduina en el seu honor.
John Torrey i Asa Gray canviaren Balduina a Baldwinia el 1840, però actualment es conserva l'ortografia de Balduina.
Diverses espècies porten l'epítet per William Baldwin.Entre elles: Eleocharis baldwinii (John Torrey) Alvan Wentworth Chapman, Rhynchospora baldwinii Asa Gray, [[Saccharum] baldwinii]] Curt Sprengel, Clematis baldwinii John Torrey and Asa Gray, Paronychia baldwinii (Torrey and Gray) Eduard Fenzl i  Wilhelm Walpers, Eryngium baldwinii Curt Sprengel, Vernonia baldwinii John Torrey, Xyris baldwiniana  Josef Schultes, i Matelea baldwyniana (Robert Sweet)  Robert Woodson.